# Trang trại Làng Pszczyna
Trang trại Làng Pszczyna (tiếng Ba Lan: Zagroda Wsi Pszczyńskiej) là một bảo tàng ngoài trời tọa lạc ở Pszczyna, Ba Lan. Diện tích của khu vực triển lãm là khoảng 2 ha. Hoạt động của bảo tàng ngoài trời này tập trung vào việc triển lãm các di tích kiến trúc dân gian bằng gỗ có xuất xứ từ vùng Pszczyna. Trang trại Làng Pszczyna đã được đưa vào Đường mòn Kiến trúc Bằng gỗ do Văn phòng Thống chế phát triển.

## Lịch sử
Bảo tàng ngoài trời này được thành lập vào năm 1975 và bố trí triển lãm trên trong khuôn viên của Công viên Đường sắt (nay là Công viên Dworcowy).

## Hoạt động
Hơn một chục di tích kiến trúc bằng gỗ có nguồn gốc từ Vùng đất Pszczyna được tập hợp và trưng bày ở đây. Di tích lâu đời nhất của bảo tàng ngoài trời là vựa lúa của một trang viên đến từ Czechowice, vựa lúa này được xây dựng vào năm 1784. Những di tích thu hút khác trong bảo tàng ngoài trời bao gồm nhà kho hình bát giác được xây dựng vào thế kỷ 18 đến từ Kryry, một ngôi nhà được xây dựng vào năm 1831 đến từ Grzawa, một lò rèn tồn tại trong thế kỷ 19 đến từ Goczałkowice và một nhà máy nước từ Bojszów, các phòng triển lãm hiện được tổ chức ở đây. Ngoài ra, bảo tàng ngoài trời cũng được sử dụng làm nơi tổ chức các hội thảo giáo dục và các sự kiện văn hóa dân gian.